# 16 février en sport
16 janvier 16 mars
Chronologies thématiques
- Croisades
- Ferroviaires
- Disney

Le 16 février (47e jour de l'année) en sport.

## Événements

### XIXesiècle
- 1867 :
  - (Football) : premier tour de la première compétition de football de l'histoire, la Youdan Cup. Cette compétition anglaise rassemble douze formations : Mechanics, Garrick, Hallam, Norfolk, Broomhall, Milton, Norton, Mackenzie, Heeley, Fir Vale, Pitsmoor et Wellington.
- 1884
  - (Rugby à XV /Tournoi britannique) : l'Écosse gagne également son deuxième match en dominant l'Irlande à Raeburn Place, Édimbourg sur le score de 2 à 0. Les Écossais marquent quatre essais[1].
- 1889 :
  - (Rugby à XV) : 
    - (Tournoi britannique) : à Belfast, sur le second match du Tournoi britannique de rugby à XV, victoire de l'Écosse face à l'Irlande (1 - 0)[2].
    - (Match amical) : match international de rugby entre l’équipe d'Angleterre et les « Natives » de Nouvelle-Zélande à Blackheath. Les Anglais s’imposent.

### XXesièclede1901à1950
- 1922 :
  - (Hockey sur glace) : la Tchécoslovaquie remporte le championnat d'Europe.
- 1936 :
  - (Jeux olympiques) : à Garmisch-Partenkirchen, cérémonie de clôture des Jeux olympiques d'hiver de 1936.

### XXesièclede1951à2000
- 1957 :
  - (Football) : l'équipe d'Égypte remporte la Coupe d'Afrique des nations de football 1957.
- 1970 :
  - (Boxe) : à New York, le champion du monde des poids lourds Joe Frazier (États-Unis) conserve son titre en battant Jimmy Ellis (États-Unis) par K.O au 5e round.
- 1994 :
  - (Football) : au Stade San Paolo de Naples, l'équipe de France s'impose 1-0 face à l'équipe d'Italie.

### XXIesiècle
- 2008 :
  - (Natation) : à Columbia, lors de la finale du Grand Prix du Missouri, Kirsty Coventry bat le record du monde du 200 m dos et le porte à 2 min 6 s 39.
- 2010 :
  - (JO d'hiver) à Vancouver 5e jour de compétition. Voir 16 février aux Jeux olympiques de 2010.
- 2014 :
  - (Basket-ball / Leaders Cup) : l'équipe du Mans remporte l'édition 2014 de la Leaders Cup 64-59 au terme d'un match très accroché face à une équipe de Nanterre qui a souvent été menée.
  - (JO d'hiver) : à Sotchi, 11e jour de compétition. Voir 16 février aux Jeux olympiques d'hiver de 2014.
  - (Basket-ball / NBA) : en s'imposant à la Nouvelle-Orléans face à l'Ouest (163-155), l'Est met fin à une série de trois défaites consécutives au All-Star Game. Kyrie Irving a été élu MVP d'une rencontre où de nombreux records sont tombés.
- 2015 :
  - (Cyclisme / Justice) : les mensonges de Lance Armstrong lui valent d'être condamné à une amende record (10 millions de dollars) qu'il doit payer à la société d'assurance qui le couvrait.
- 2017 :
  - (Biathlon /Championnats du monde) : aux Championnats du monde de biathlon, sur le 20 km individuel messieurs, victoire de l'Américain Lowell Bailey, suivi du Tchèque Ondřej Moravec et le Français Martin Fourcade complète le podium.
  - (Ski alpin /Championnats du monde) : aux Championnats du monde de ski alpin, sur le slalom géant femmes, victoire de la Française Tessa Worley, suivi de l'Américaine Mikaela Shiffrin et l'Italienne Sofia Goggia complète le podium.
- 2018 :
  - (JO d'hiver) : à Pyeongchang en Corée du Sud, 9e jour de compétition.
- 2019 :
  - (Ski alpin /Championnats du monde) : aux Championnats du monde de ski alpin, à Åre en Suède, l'Américaine Mikaela Shiffrin remporte son quatrième titre mondial du slalom d'affilée, ce qu'aucun skieur ou skieuse n'a réalisé avant elle[3].

## Naissances

### XIXesiècle
- 1847 :
  - Arthur Kinnaird, footballeur écossais. (1 sélection en équipe d'Écosse). († 30 janvier 1923).
- 1866 :
  - Billy Hamilton, joueur de baseball américain. († 15 décembre 1940).
- 1886 :
  - Andy Ducat, footballeur puis entraîneur et joueur de cricket anglais. (6 sélections avec l'équipe d'Écosse de football et 1 autre en test cricket). († 23 juillet 1942).

### XXesièclede1901à1950
- 1905 :
  - Paul Le Drogo, cycliste sur route puis directeur sportif français. († 25 juillet 1966).
- 1915 :
  - Bobby Bauer, hockeyeur sur glace puis entraîneur canadien. († 16 septembre 1964).
- 1916 :
  - Julien Darui, footballeur puis entraîneur français. (25 sélections en équipe de France). († 12 décembre 1987).
- 1918 :
  - Walt Faulkner, pilote de courses automobile américain. († 22 avril 1956).
- 1920 :
  - Tony Crook, pilote de courses automobile britannique. († 21 janvier 2014).
- 1921 :
  - Jean Behra, pilote de moto puis de courses automobile français. († 1er août 1959).
- 1927 :
  - Thadée Cisowski, footballeur français. (13 sélections en équipe de France). († 24 février 2005).
- 1929 :
  - Gerhard Hanappi, footballeur autrichien. (93 sélections en équipe d'Autriche). († 23 août 1980).
- 1932 :
  - Denis Houf, footballeur belge. (26 sélections en équipe de Belgique). († 7 décembre 2012).
- 1940 :
  - Raymond Riotte, cycliste sur route français.
- 1945 :
  - August Starek, footballeur puis entraîneur autrichien. (22 sélections en équipe d'Autriche).
- 1948 :
  - Andy Van Hellemond, arbitre de hockey sur glace canadien.

### XXesièclede1951à2000
- 1952 :
  - Adam Gardzina, basketteur polonais.
- 1953 :
  - Lanny McDonald, hockeyeur sur glace canadien.
  - Zamira Zaytseva, athlète de demi-fond soviétique puis ouzbèke.
- 1955 :
  - Pierre Durand, cavalier de saut d'obstacles français. Champion olympique en individuel et médaillé de bronze par équipe aux Jeux de Séoul 1988. Champion du monde de saut d'obstacles par équipe 1990. Champion d'Europe de saut d'obstacles 1987.
- 1958 :
  - Oscar Schmidt, basketteur brésilien. (326 sélections en équipe du Brésil).
  - Herb Williams, basketteur américain.
- 1959 :
  - John McEnroe, joueur de tennis puis consultant TV américain. Vainqueur des US Open de tennis 1979, 1980 1981 et 1984, des tournois de Wimbledon 1981, 1983 et 1984, des Masters 1978, 1983 et 1984, des Coupe Davis 1978, 1979, 1981, 1982 et 1992.
  - Kelly Tripucka, basketteur américain.
- 1960 :
  - Bill Pecota, joueur de baseball américain.
- 1964 :
  - Bebeto, footballeur puis entraîneur brésilien. Médaillé d'argent aux Jeux de Los Angeles 1984 et aux Jeux de Séoul 1988. Champion du monde de football 1994. Vainqueur de la Copa América 1989. (75 sélections en équipe du Brésil).
  - Max Morinière, athlète de sprint français. Médaillé de bronze du relais 4 × 100 m aux Jeux de Séoul 1988. Médaillé d'argent du relais 4 × 100 m aux Mondiaux d'athlétisme 1991. Champion d'Europe d'athlétisme du relais 4 × 100 m 1990. Détenteur du record du monde du relais 4 × 100 m du 1er septembre 1990 au 7 août 1991.
  - Bernard Rodriguez, footballeur puis entraîneur français.
  - Hein Vanhaezebrouck, footballeur puis entraîneur belge.
- 1965 :
  - Guy Rouleau, hockeyeur sur glace canadien. († 7 décembre 2008).
- 1969 :
  - Fermin Cacho, athlète de demi-fond espagnol. Champion olympique du 1 500 m aux Jeux de Barcelone 1992 et médaillé d'argent aux Jeux d'Atlanta 1996. Champion d'Europe d'athlétisme du 1 500 m 1994.
- 1970 :
  - Angelo Peruzzi, footballeur puis entraîneur italien. Champion du monde de football 2006. Vainqueur de la Ligue des champions 1996 et de la Coupe UEFA 1993. (31 sélections en équipe d'Italie).
- 1972 :
  - Jerome Bettis, joueur de foot U.S. américain.
  - Grit Breuer, athlète de sprint est-allemande puis allemande. Médaillée de bronze du relais 4 × 400 m aux Jeux d'Atlanta 1996. Championne du monde d'athlétisme du relais 4 × 400 m 1997. Championne d'Europe d'athlétisme du 400 m et du relais 4 × 400 m 1990 et 1998 puis Championne d'Europe d'athlétisme du relais 4 × 400 m 2002.
- 1973 :
  - Cathy Freeman, athlète de sprint australienne. Médaillée d'argent du 400 m aux Jeux d'Atlanta 1996 et championne olympique du 400 m aux Jeux de Sydney 2000. Championne du monde d'athlétisme du 400 m 1997 et 1999.
- 1974 :
  - Jamie Davies, pilote de courses automobile britannique.
- 1975 :
  - Vanina Ickx, pilote de courses automobile belge.
- 1976 :
  - Karim Ajlani, pilote de courses automobile suisse.
- 1977 :
  - Alekseï Morozov, hockeyeur sur glace russe. Médaillé d'argent aux Jeux de Nagano 1998. Champion du monde de hockey sur glace 2008 et 2009.
  - Lorne Ward, joueur sud-africain de rugby à XV.
  - Rodrigo Roncero, joueur puis entraîneur argentin de rugby à XV. (55 sélections en équipe d'Argentine).
- 1978 :
  - Tia Hellebaut, athlète d'épreuves combinées et de sauts belge. Champion olympique de la hauteur aux Jeux de Pékin 2008. Championne d'Europe d'athlétisme de la longueur 2006.
  - Yekaterina Volkova, athlète de haies et de demi-fond russe. Championne du monde d'athlétisme du 3000 m steeple 2007.
- 1979 :
  - Stéphane Dalmat, footballeur français.
  - Valentino Rossi, pilote de vitesse moto italien. Champion du monde de vitesse moto en 125 cm3 1997, champion du monde de vitesse moto 500 cm3 1999 et 2001 puis champion du monde de vitesse moto GP 2002, 2003, 2004, 2005, 2008 et 2009. (112 victoires en Grand Prix)
- 1980 :
  - Sergueï Nazarenko, footballeur ukrainien. (56 sélections en équipe d'Ukraine).
- 1981 :
  - Qyntel Woods, basketteur américain.
- 1982 :
  - Milica Dabović, basketteuse serbe. Championne d'Europe de basket-ball féminin 2015.
- 1983 :
  - Tuomo Ruutu, hockeyeur sur glace finlandais. Médaillé de bronze aux Jeux de Vancouver 2010 puis aux Jeux de Sotchi 2014. Champion du monde de hockey sur glace 2011.
- 1984 :
  - Brent Bookwalter, cycliste sur route américain.
  - Miloš Dimitrijević, footballeur serbo-français.
  - Oussama Mellouli, nageur de fond et en eau libre tunisien. Champion olympique du 1 500 m aux Jeux de Pékin 2008 puis champion olympique du 10 km en eau libre et médaillé de bronze du 1 500 m aux Jeux de Londres 2012. Champion du monde de natation du 1 500 m 2009 et champion du monde de natation du 5 km en eau libre 2013.
- 1986 :
  - Diego Godín, footballeur uruguayen et espagnol. Vainqueur de la Copa América 2011 et de la Ligue Europa 2012. (161 sélections avec l'équipe d'Uruguay).
  - Renger Van der Zande, pilote de courses automobile néerlandais.
  - Shawne Williams, basketteur américain.
  - Nevin Yanıt, athlète de haies turque. Championne d'Europe d'athlétisme du 100 m haies 2010.
- 1987 :
  - Luc Bourdon, hockeyeur sur glace canadien. († 29 mai 2008).
  - Lehann Fourie, athlète de sprint et de haies sud-africain. Champion d'Afrique d'athlétisme du relais 4 × 100 m 2010 puis champion d'Afrique d'athlétisme du 110 m haies 2012.
  - Hasheem Thabeet, basketteur tanzanien.
- 1988 :
  - Lucie Canal, joueuse de rugby à XV française. Victorieuse du Grand Chelem 2014. (10 sélections avec l'équipe de France).
  - Leandro Cedaro, joueur de rugby à XV italien. (1 sélection en équipe d'Italie).
  - Korbinian Holzer, hockeyeur sur glace allemand.
  - Karine Muijlwijk, volleyeuse néerlandaise. (6 sélections en équipe des Pays-Bas).
- 1990 :
  - Jessy Kramer, handballeuse néerlandaise. Championne du monde féminin de handball 2019. (114 sélections en équipe des Pays-Bas).
  - Mamadou Samassa, footballeur franco-malien. (14 sélections avec l'équipe du Mali).
- 1991 :
  - Sergio Canales, footballeur espagnol. Vainqueur de la Ligue des nations 2023. (11 sélections en équipe d'Espagne).
  - Oualid El Hajjam, footballeur franco-marocain. (1 sélection avec l'équipe du Maroc).
  - Tuğba Koyuncu, athlète de demi-fond turque.
  - Greggmar Swift, athlète de haies barbadien.
- 1992 :
  - Damien Cardace, joueur de rugby à XIII français. (9 sélections en équipe de France).
  - Pietro Ceccarelli, joueur de rugby à XV italien. (32 sélections en équipe d'Italie).
- 1994 :
  - Grégoire Barrère, joueur de tennis français.
  - Annika Beck, joueuse de tennis allemande.
  - Federico Bernardeschi, footballeur italien. Champion d'Europe de football 2020. (39 sélections en équipe d'Italie).
  - Jang Kuk-chol, footballeur nord-coréen. (57 sélections en Équipe de Corée du Nord).
  - Wallyson Mallmann, footballeur brésilien.
- 1995 :
  - Béryl Gastaldello, nageuse française. Championne d'Europe de natation du relais 4 × 100 m nage libre 2018.
  - Ellis Genge, joueur de rugby à XV anglais. Vainqueur du Tournoi des Six Nations 2020. (58 sélections en équipe d'Angleterre).
  - Jānis Ikaunieks, footballeur letton. (51 sélections en équipe de Lettonie).
  - Nick Tompkins, joueur de rugby à XV gallois. (34 sélections en équipe du pays de Galles).
  - Carina Witthöft, joueuse de tennis allemande.
- 1997 :
  - Ayoub Abdi, handballeur algérien. (64 sélections en équipe d'Algérie).
  - Maximiliano Caufriez, footballeur belge.
- 1999 :
  - Ignatius Ganago, footballeur camerounais. (14 sélections en équipe du Cameroun).
- 2000 :
  - Yan Bingtao, joueur de snooker chinois.
  - Michala Møller, handballeuse danoise. Médaillée de bronze aux Jeux de Paris 2024. (28 sélections en équipe du Danemark)
  - Loïs Openda, footballeur belge. (6 sélections en équipe de Belgique).

### XXIesiècle
- 2001 :
  - Tosan Evbuomwan, basketteur britannique.
- 2002 :
  - Fabian Rieder, footballeur suisse. (7 sélections en équipe de Suisse).
- 2003 :
  - Bryan Fiabema, footballeur norvégien.
- 2004 :
  - Lukas Björklund, footballeur suédois.

## Décès

### XXesièclede1901à1950
- 1933 :
  - Archie Jackson, 23 ans, joueur de cricket écossais. (8 sélections en test cricket). (° 5 septembre 1909).
- 1935 :
  - Miltiades Manno, 55 ans, rameur et footballeur hongrois. (° 3 mars 1879).
  - Tom Vallance, 78 ans, footballeur écossais. (7 sélections en équipe nationale). (° 27 mai 1856).
- 1946 :
  - Carlos de Candamo, 75 ans, joueur de rugby à XV, escrimeur et joueur de tennis puis diplomate péruvien. (° 15 février 1871).
  - Edgar Syers, 82 ans, patineur artistique en couple et en individuel britannique. Médaillé de bronze en couple aux Jeux de Londres 1908. (° 18 mars 1863).
- 1956 :
  - Mario Massa, 63 ans, nageur italien. (° 29 février 1892).

### XXesièclede1951à2000
- 1975 :
  - Lucien Huteau, 96 ans, footballeur français. Médaillé d'argent aux Jeux de Paris 1900. (° 26 mai 1878).
- 1977 :
  - André Gardère, 63 ans, fleurettiste et sabreur français. Médaillé d'argent par équipes du fleuret aux Jeux de Berlin 1936. (° 8 mai 1913).

### XXIesiècle
- 2002 :
  - Walter Winterbottom, 89 ans, footballeur puis entraîneur anglais. (° 31 janvier 1913).
- 2006 :
  - Ernie Stautner, 80 ans, joueur de foot U.S. allemand. (° 20 avril 1925).
- 2012 :
  - Duško Antunović, 64 ans, joueur de water-polo puis entraîneur et sélectionneur yougoslave puis croate. (150 sélections en équipe nationale). (° 24 février 1947).
  - Gary Carter, 57 ans, joueur de baseball américain. (° 8 avril 1954).
- 2017 :
  - Josef Augusta, 70 ans, hockeyeur sur glace et ensuite entraîneur tchécoslovaque puis tchèque. Médaillé d'argent aux Jeux d'Innsbruck 1976. Sélectionneur de l'équipe de la République tchèque de 1998 à 2002, championne du monde de hockey sur glace 1999, 2000 et 2001. (° 24 novembre 1946).
- 2020 :
  - Harry Gregg, 87 ans, footballeur puis entraîneur nord-irlandais. (25 sélections en équipe nationale). (° 27 octobre 1932).